# Davide Martinelli
Pour les articles homonymes, voir Martinelli.
Davide Martinelli, né le 31 mai 1993 à Brescia, est un coureur cycliste italien.

## Biographie
Il est le fils de l'ancien coureur cycliste et actuel directeur sportif de l'équipe Astana Giuseppe Martinelli.
En 2014, il remporte le classement par points du Tour de l'Avenir.
Fin juillet 2019, il est sélectionné pour représenter son pays aux championnats d'Europe de cyclisme sur route. Il s'adjuge à cette occasion la médaille de bronze du relais mixte.
En octobre 2021, son contrat avec son équipe est prolongé de deux saisons.

## Palmarès

### Palmarès amateur
- 2011
  -  Champion d'Italie de poursuite juniors
  - Mémorial Davide Fardelli juniors (contre-la-montre)
  - Trofeo Emilio Paganessi
  - 2e du championnat d'Italie de poursuite par équipes juniors
  - 3e du Gran Premio dell'Arno
  - 3e du Trofeo Buffoni
  - 6e du championnat d'Europe du contre-la-montre juniors
- 2012
  - Coppa del Grano
  - 2e du championnat d'Italie du contre-la-montre espoirs
  - 3e du Circuito del Porto-Trofeo Arvedi
  - 3e du Tour d'Émilie amateurs
- 2013
  -  Champion d'Italie du contre-la-montre espoirs
  - Coppa 1° Maggio
  - 3e du Circuito del Porto-Trofeo Arvedi
- 2014
  -  Champion d'Italie du contre-la-montre espoirs
  - Trophée Mario Zanchi
  - 2e de Milan-Busseto
  -  Médaillé d'argent du championnat d'Europe du contre-la-montre espoirs
  - 3e du Mémorial Angelo Fumagalli
  - 3e de Firenze-Mare
  - 3e du Circuito Guazzorese
- 2015
  -  Champion d'Italie du contre-la-montre espoirs
  - Gran Premio La Torre
  - Coppa Caduti Nervianesi
  - Parme-La Spezia
  - 3e de la Coppa San Geo
  - 3e du Grand Prix Industrie del Marmo
  - 3e du Gran Premio Sportivi San Vigilio
  - 3e du Grand Prix de la ville de Felino
  -  Médaillé de bronze du championnat d'Europe sur route espoirs
  - 3e du Chrono champenois
  - 7e du championnat d'Europe du contre-la-montre espoirs

### Palmarès professionnel
- 2016
  - 2e étape du Tour de La Provence
  - 1re étape du Tour de Pologne
- 2019
  -  Médaillé de bronze du championnat d'Europe du relais mixte contre-la-montre

## Résultats sur les Grands Tours

### Tour d'Italie
1 participation
- 2017 : 153e

## Classements mondiaux
| Année                                 | 2012 | 2013 | 2014 | 2015 | 2016 | 2017 | 2018 | 2019 | 2020  | 2021  | 2022  | 2023  |
| ------------------------------------- | ---- | ---- | ---- | ---- | ---- | ---- | ---- | ---- | ----- | ----- | ----- | ----- |
| UCI World Tour                        |      |      |      |      | 184e | 432e | 399e |      |       |       |       |       |
| Classement mondial                    |      |      |      |      | 532e | 850e | 850e | 655e | 1677e | 2339e | 1749e | 3320e |
| UCI Europe Tour                       | 632e | 633e | 398e | 156e | 508e | 541e | 612e | 486e | 1245e | 1561e | 1146e | nc    |
| UCI Asia Tour                         | nc   | nc   | nc   | nc   | nc   | nc   | 389e |      |       |       |       |       |
|                                       |      |      |      |      |      |      |      |      |       |       |       |       |
| Légende : nc = non classéSource : UCI |      |      |      |      |      |      |      |      |       |       |       |       |